# Strathaven
Strathaven est une ville dans le South Lanarkshire, en Écosse.